# 全日本学生卓球選手権大会
全日本大学総合卓球選手権大会個人の部（ぜんにほんだいがくそうごうたっきゅうせんしゅけんたいかいこじんのぶ）は、年1回・8月に開催される卓球の大会である。大学生の個人種目ナンバーワンを決める大会である。略称「全日学」（ぜんにちがく）。男女シングルス・男女ダブルスの4種目が行われる。以前は全日本学生卓球選手権大会と呼ばれていたが、2010年度より全日本大学総合卓球選手権大会となり現名称に。
女子では星野美香が1984年から4連覇、男子では世界卓球選手権のダブルスで3位となったことのある楊玉華が4連覇を達成している。その後も世界卓球選手権シングルス3位となったことのある王会元や周宏などが優勝したため、FISUワールドユニバーシティゲームズの年齢制限と同じ28歳の年齢制限を課した。
2003年までは、国内の大学に在籍する選手（日本学生卓球連盟登録）であれば、外国籍選手でも出場することができたが、2004年からは日本国籍をもつ選手に限定された。
2004年から外国籍選手は出場不可となり、代わって外国籍選手と全日学でベスト16に入賞した選手とで行われる全日本学生選抜卓球選手権大会を新設した。

## 歴代優勝者
| 開催年 | 開催回                                     | 男子シングルス                             | 女子シングルス                             | 男子ダブルス                               | 女子ダブルス                               |
| ------ | ------------------------------------------ | ------------------------------------------ | ------------------------------------------ | ------------------------------------------ | ------------------------------------------ |
| 1937年 |                                            | 今孝 （早稲田大）                          |                                            | 井上景介・今井太郎 （慶應大）              |                                            |
| 1938年 |                                            | 今孝 （早稲田大）                          |                                            | 今孝・須山末吉 （早稲田大）                |                                            |
| 1939年 |                                            | 今孝 （早稲田大）                          |                                            | 今孝・須山末吉 （早稲田大）                |                                            |
| 1940年 |                                            | 今孝 （早稲田大）                          |                                            | 崔根恒・西山恵之助 （関学大）              |                                            |
| 1941年 |                                            | 崔根恒 （関学大）                          |                                            | 崔根恒・西山恵之助 （関学大）              |                                            |
| 1942年 |                                            | 崔根恒 （関学大）                          |                                            | 崔根恒・藤井則和 （関学大）                |                                            |
| 1946年 | 第13回                                     | 小島信一 （早稲田大）                      |                                            | 竹内孟・益川裵 （早稲田大）                |                                            |
| 1947年 | 第14回                                     | 藤井則和 （関学大）                        |                                            | 藤井則和・佐竹侑 （関学大）                |                                            |
| 1948年 | 第15回                                     | 藤井則和 （関学大）                        |                                            | 藤井則和・上西康彦 （関学大）              |                                            |
| 1949年 | 第16回                                     | 藤井則和 （関学大）                        | 佐藤恵子 （和洋女大）                      | 藤井則和・上西康彦 （関学大）              | 井上正子・佐藤恵子 （和洋女大）            |
| 1950年 | 第17回                                     | 鈴木一 （慶應大）                          | 佐藤恵子 （和洋女大）                      | 鈴木一・皿田光 （慶應大）                  | 佐藤恵子・梅沢ヤス子 （和洋女大）          |
| 1951年 | 第18回                                     | 中恒造 （早稲田大）                        | 佐藤スズ子 （和洋女大）                    | 三浦實・古沢吉之助 （早稲田大）            | 佐藤スズ子・山本伊津子 （和洋女大）        |
| 1952年 | 第19回                                     | 富田芳雄 （専修大）                        | 江口冨士枝 （大阪薬大）                    | 古沢吉之助・中恒造 （早稲田大）            | 田中時江・武田和子 （同志社大）            |
| 1953年 | 第20回                                     | 富田芳雄 （専修大）                        | 渡辺妃生子 （専修大）                      | 川井一男・富田芳雄 （専修大）              | 渡辺妃生子・塩川香代子 （専修大）          |
| 1954年 | 第21回                                     | 富田芳雄 （専修大）                        | 渡辺妃生子 （専修大）                      | 川井一男・富田芳雄 （専修大）              | 山川紀久子・楢原静世 （同志社大）          |
| 1955年 | 第22回                                     | 田中利明 （日本大）                        | 難波多慧子 （同志社大）                    | 長岡一明・大隈鉄則 （関学大）              | 山川紀久子・楢原静世 （同志社大）          |
| 1956年 | 第23回                                     | 宮田俊彦 （中央大）                        | 難波多慧子 （同志社大）                    | 山田清治・和田実 （立命大）                | 渡辺妃生子・設楽義子 （専修大）            |
| 1957年 | 第24回                                     | 渋谷五郎 （明治大）                        | 松崎キミ代 （専修大）                      | 渋谷五郎・村上輝夫 （明治大）              | 井手美代子・小川ますみ （慶應大）          |
| 1958年 | 第25回                                     | 成田静司 （日本大）                        | 松崎キミ代 （専修大）                      | 山本義徳・石橋征 （中央大）                | 松崎キミ代・村上淑子 （専修大）            |
| 1959年 | 第26回                                     | 渋谷五郎 （明治大）                        | 松崎キミ代 （専修大）                      | 吉川洋・松原正和 （関学大）                | 松崎キミ代・村上淑子 （専修大）            |
| 1960年 | 第27回                                     | 三木圭一 （中央大）                        | 関正子 （中央大）                          | 高柳千明・明石重治 （早稲田大）            | 小川節子・関正子 （中央大）                |
| 1961年 | 第28回                                     | 三木圭一 （中央大）                        | 小川節子 （中央大）                        | 木村興治・上田浩 （早稲田大）              | 小川節子・関正子 （中央大）                |
| 1962年 | 第29回                                     | 伊東隆弘 （中京大）                        | 関正子 （中央大）                          | 福島萬治・吉本忠義 （専修大）              | 関正子・山中道子 （中央大）                |
| 1963年 | 第30回                                     | 川瀬浩 （関学大）                          | 関正子 （中央大）                          | 児玉宣夫・川瀬浩 （関学大）                | 関正子・山中道子 （中央大）                |
| 1964年 | 第31回                                     | 野平孝雄 （専修大）                        | 深津尚子 （慶應大）                        | 北村秀樹・大野充平 （専修大）              | 加藤治子・樫合恵津子 （樟蔭大）            |
| 1965年 | 第32回                                     | 北村秀樹 （専修大）                        | 深津尚子 （慶應大）                        | 馬場園憲・長谷川信彦 （愛工大）            | 下山智子・森沢幸子 （専修大）              |
| 1966年 | 第33回                                     | 鍵本肇 （早稲田大）                        | 深津尚子 （慶應大）                        | 北村秀樹・大野充平 （専修大）              | 阪本義枝・横山あき子 （専修大）            |
| 1967年 | 第34回                                     | 河原智 （早稲田大）                        | 増山とく （和洋女大）                      | 山内正範・新野敬司 （東北学大）            | 小野恵美子・濱田美穂 （中央大）            |
| 1968年 | 第35回                                     | 長谷川信彦 （愛工大）                      | 小和田敏子 （中京大）                      | 伊藤繁雄・河野満 （専修大）                | 広田佐枝子・福野美恵子 （専修大）          |
| 1969年 | 第36回                                     | 井上哲夫 （専修大）                        | 小和田敏子 （中京大）                      | 鈴木一雄・高橋行光 （中央大）              | 小和田敏子・大場恵美子 （中京大）          |
| 1970年 | 第37回                                     | 柴田幸男 （早稲田大）                      | 今野安子 （愛工大）                        | 阿部勝幸・藤原孝志 （専修大）              | 小堀世津子・窪田悦子 （中央大）            |
| 1971年 | 第38回                                     | 阿部勝幸 （専修大）                        | 今野安子 （愛工大）                        | 阿部勝幸・藤原孝志 （専修大）              | 小沼由紀子・阿部多津子 （中央大）          |
| 1972年 | 第39回                                     | 小岩勇 （愛工大）                          | 小野智恵子 （富士短大）                    | 杉山信彦・橋本勝 （専修大）                | 阪本礼子・森田るみ子 （専修大）            |
| 1973年 | 第40回                                     | 高島規郎 （近畿大）                        | 枝野とみえ （富士短大）                    | 橋本正・天海貞 （近畿大）                  | 阿部多津子・阿部弘子 （中央大）            |
| 1974年 | 第41回                                     | 田村隆 （愛工大）                          | 黒子テル子 （東女体大）                    | 前原正浩・斉藤仁 （明治大）                | 小野文子・鎌倉由美子 （愛工大）            |
| 1975年 | 第42回                                     | 久世雅之 （近畿大）                        | 小野文子 （愛工大）                        | 前原正浩・斉藤仁 （明治大）                | 高山徳子・菅谷佳代 （青学大）              |
| 1976年 | 第43回                                     | 久世雅之 （近畿大）                        | 菅谷佳代 （青学大）                        | 久世雅之・内田正則 （近畿大）              | 宇田澄子・稲森愛弓 （愛工大）              |
| 1977年 | 第44回                                     | 小野誠治 （近畿大）                        | 菅谷佳代 （青学大）                        | 大塚弘・天野悟 （日本大）                  | 菅谷佳代・塚本英子 （青学大）              |
| 1978年 | 第45回                                     | 坂本憲一 （日本大）                        | 神田絵美子 （富士短大）                    | 大元司・小山賢二 （愛工大）                | 稲森愛弓・鎌田早苗 （愛工大）              |
| 1979年 | 第46回                                     | 吉田勝之 （九産大）                        | 伊藤文子 （大正大）                        | 清水正夫・坂本憲一 （法政大）              | 梅田浩子・加藤由美 （中京大）              |
| 1980年 | 第47回                                     | 糠塚重造 （明治大）                        | 小原るみ （中央大）                        | 近藤高弘・村松新五 （法政大）              | 梅田浩子・加藤由美 （中京大）              |
| 1981年 | 第48回                                     | 斎藤清 （明治大学）                        | 田村友子 （近畿大）                        | 糠塚重造・斎藤清 （明治大）                | 伊藤麗子・秋和百合子 （愛工大）            |
| 1982年 | 第49回                                     | 斎藤清 （明治大学）                        | 山下さとみ （中央大）                      | 糠塚重造・斎藤清 （明治大）                | 山下さとみ・小原るみ （中央大）            |
| 1983年 | 第50回                                     | 斎藤清 （明治大学）                        | 荒井玲子 （中央大）                        | 渡辺武弘・斎藤清 （明治大）                | 小原るみ・荒井玲子 （中央大）              |
| 1984年 | 第51回                                     | 小野治彦 （大正大）                        | 星野美香 （青学大）                        | 先原満・増田朗 （愛工大）                  | 渋谷美保・星野美香 （青学大）              |
| 1985年 | 第52回                                     | 横山敬民 （近畿大）                        | 星野美香 （青学大）                        | 萩原卓巳・瓜生勝巳 （中央大）              | 渋谷美保・星野美香 （青学大）              |
| 1986年 | 第53回                                     | 楊玉華 （東北福大）                        | 星野美香 （青学大）                        | 池田研一・松下雄二 （明治大）              | 田中淳子・神谷桂子 （専修大）              |
| 1987年 | 第54回                                     | 楊玉華 （東北福大）                        | 星野美香 （青学大）                        | 渋谷浩・松下浩二 （明治大）                | 星野美香・名和史 （青学大）                |
| 1988年 | 第55回                                     | 楊玉華 （東北福大）                        | 李宏宇 （北栄短大）                        | 渋谷浩・松下浩二 （明治大）                | 堀川真希子・内野文 （専修大）              |
| 1989年 | 第56回                                     | 楊玉華 （東北福大）                        | 李宏宇 （北栄短大）                        | 大平信吾・野中修二 （専修大）              | 鳩野理恵・高尾和子 （中央大）              |
| 1990年 | 第57回                                     | 王会元 （龍谷大）                          | 高尾和子 （中央大）                        | 鷲見剛・大矢剛 （早稲田大）                | 高橋頼子・室重明世 （青学大）              |
| 1991年 | 第58回                                     | 周宏 （埼玉工大）                          | 韓艶 （龍谷大）                            | 火念祖・黄若東 （大経法大）                | 阪井智子・道広友子 （富士短大）            |
| 1992年 | 第59回                                     | 周宏 （埼玉工大）                          | 詹莉 （淑徳短大）                          | 川嶋崇弘・増田秀文 （専修大）              | 小貫菜穂子・大亀さくら （専修大）          |
| 1993年 | 第60回                                     | 増田秀文 （専修大）                        | 韓艶 （龍谷大）                            | 今枝一郎・鬼頭明 （愛知工大）              | 河合雅世・横田亜季 （青学大）              |
| 1994年 | 第61回                                     | 今枝一郎 （愛知工大）                      | 洪順花 （中京大）                          | 皆川顕一・渡辺敬文 （大正大）              | 大森あゆ美・伊東美香 （中央大）            |
| 1995年 | 第62回                                     | 田﨑俊雄 （明治大）                        | 李ジュン （淑徳短大）                      | 田﨑俊雄・遊澤亮 （明治大）                | 大柿柴保・益田誌保 （専修大）              |
| 1996年 | 第63回                                     | 遊澤亮 （明治大）                          | 岡崎恵子 （近畿大）                        | 田﨑俊雄・遊澤亮 （明治大）                | 千川真智子・劉京晶 （龍谷大）              |
| 1997年 | 第64回                                     | 遊澤亮 （明治大）                          | 金京 （東北福大）                          | 野平直孝・高橋卓斗 （専修大）              | 河村朋枝・大野恵理 （青学大）              |
| 1998年 | 第65回                                     | 遊澤亮 （明治大）                          | 馬佳 （大正大）                            | 石岳・王海軍 （愛知工大）                  | 米倉知子・今坂亮子 （筑波大）              |
| 1999年 | 第66回                                     | 真田浩二 （愛知工大）                      | 宋暁薇 （近畿大）                          | 黒川良紀・王輝 （埼玉工大）                | 馬佳･郗林 （大正大）                       |
| 2000年 | 第67回                                     | 宋海偉 （青森大）                          | 宋暁薇 （近畿大）                          | 遊佐充裕・王海軍 （愛知工大）              | 馬佳･郗林 （大正大）                       |
| 2001年 | 第68回                                     | 脇ノ谷勝利 （近畿大）                      | 劉雯 （東北福大）                          | 田勢邦史・宋海偉 （青森大）                | 高橋美貴江・藤井寛子 （淑徳大）            |
| 2002年 | 第69回                                     | 陳晨 （青森大）                            | 劉婷婷 （東富士大）                        | 今福豊・成紅光 （愛知工大）                | 王金・張魏 （朝日大）                      |
| 2003年 | 第70回                                     | 川崎公介 （青森大）                        | 孫博 （大正大）                            | 山城譲二・原雅彦 （専修大）                | 大畑奈保子・孫博 （大正大）                |
| 2004年 | 第71回                                     | 高木和健一 （青森大）                      | 藤井寛子 （淑徳大）                        | 中野祐介・下山隆敬 （早稲田大）            | 阿倍恵・山崎知春 （青山学院大）            |
| 2005年 | 第72回                                     | 下山隆敬 （早稲田大）                      | 狭間のぞみ （大正大）                      | 中野祐介・下山隆敬 （早稲田大）            | 福岡春菜・坂本沙織 （日本大）              |
| 2006年 | 第73回                                     | 下山隆敬 （早稲田大）                      | 渡辺裕子 （中央大）                        | 足立卓也・松山満 （明治大）                | 末益薫・山梨有理 （淑徳大）                |
| 2007年 | 第74回                                     | 久保田隆三 （早稲田大）                    | 杉本枝恵 （専修大）                        | 増田信弥・森田翔樹 （専修大）              | 阿倍恵・山崎知春 （青山学院大）            |
| 2008年 | 第75回                                     | 松平賢二 （青森大）                        | 若宮三紗子 （立命館大）                    | 大矢英俊・松平賢二 （青森大）              | 宇土弘恵・若宮三紗子 （立命館大）          |
| 2009年 | 第76回                                     | 水谷隼 （明治大）                          | 照井萌美 （早稲田大）                      | 森田侑樹・瀬山辰男 （中央大）              | 照井萌美・中島未早希 （早稲田大）          |
| 2010年 | 第77回                                     | 笠原弘光 （早稲田大）                      | 藤井優子 （近畿大学）                      | 瀬山辰男・松生直明 （中央大）              | 加能尚子・原田智美 （東京富士大）          |
| 2011年 | 第78回                                     | 神巧也 （明治大）                          | 松澤茉里奈 （淑徳大）                      | 神巧也・平野友樹 （明治大）                | 池田好美・平野容子 （東京富士大）          |
| 2012年 | 第79回                                     | 上田仁 （青森大）                          | 丹羽美里 （淑徳大）                        | 森本耕平・吉村真晴 （愛知工業大）          | 中島未早希・加藤充恵 （早稲田大）          |
| 2013年 | 第80回                                     | 丹羽孝希 （明治大）                        | 丹羽美里 （淑徳大）                        | 平野友樹・有延大夢 （明治大）              | 北岡エリ子・松村夏海 （中央大）            |
| 2014年 | 第81回                                     | 森薗政崇 （明治大）                        | 丹羽美里 （淑徳大）                        | 平野友樹・有延大夢 （明治大）              | 小道野結・高橋結女 （早稲田大）            |
| 2015年 | 第82回                                     | 森薗政崇 （明治大）                        | 鈴木李茄 （専修大）                        | 田添健汰・郡山北斗 （専修大）              | 鈴木李茄・安藤みなみ （専修大）            |
| 2016年 | 第83回                                     | 丹羽孝希 （明治大）                        | 成本綾海 （同志社大）                      | 丹羽孝希・酒井明日翔 （明治大）            | 楠川愛子・石田葵 （愛知工業大）            |
| 2017年 | 第84回                                     | 森薗政崇 （明治大）                        | 安藤みなみ （専修大）                      | 定松祐輔・宮本幸典 （中央大）              | 安藤みなみ・枝松亜実 （専修大）            |
| 2018年 | 第85回                                     | 及川瑞基 （専修大）                        | 安藤みなみ （専修大）                      | 硴塚将人・緒方遼太郎 （早稲田大）          | 安藤みなみ・枝松亜実 （専修大）            |
| 2019年 | 第86回                                     | 及川瑞基 （専修大）                        | 森田彩音 （中央大）                        | 木造勇人・田中佑汰 （愛知工業大）          | 熊中理子・三條裕紀 （青山学院大）          |
| 2020年 | 新型コロナウイルス感染症流行拡大のため中止 | 新型コロナウイルス感染症流行拡大のため中止 | 新型コロナウイルス感染症流行拡大のため中止 | 新型コロナウイルス感染症流行拡大のため中止 | 新型コロナウイルス感染症流行拡大のため中止 |
| 2021年 | 第87回                                     | 戸上隼輔 （明治大）                        | 黒野葵衣 （早稲田大）                      | 宮本春樹・田原彰悟 （愛知工業大）          | 木村香純・出澤杏佳 （専修大）              |
| 2022年 | 第88回                                     | 田中佑汰 （愛知工業大）                    | 黒野葵衣 （早稲田大）                      | 岩永宜久・濵田一輝 （早稲田大）            | 谷渡亜美・信田ことみ （愛知工業大）        |
| 2023年 | 第89回                                     | 岡野俊介 （朝日大）                        | 出澤杏佳 （専修大）                        | 徳田幹太・濵田一輝 （早稲田大）            | 川畑明日香・吉岡桜子 （中大）              |
| 2024年 | 第90回                                     | 徳田幹太 （早稲田大）                      | 出澤杏佳 （専修大）                        | 谷垣佑真・中村煌和 （愛知工業大）          | 木塚陽菜・鶴岡美菜 （神戸松蔭女子学院大）  |